# Мартиненко Надія Володимирівна
Наді́я Володи́мирівна Марти́ненко (нар. 22 травня 1956, с. Товстоліс, Чернігівський район, Чернігівська область) — українська художниця, член Національної Спілки художників України.

## Біографія
З 1973 по 1975 рік навчалась в ізостудії Київського палацу «Жовтневий» (викладачі М. Родін, Г. Гуляєв, В. Забашта). З 1975 року навчалась у Кримському художньому училищі ім. M. Самокиша на живописно-педагогічному відділенні, яке закінчила у 1979 році.
Процес пошуку та професійного становлення тривав до 2001 року, відколи твори H. Мартиненко вперше потрапили на одну із художніх виставок м. Чернігова. Наступні роки були досить плідними у її творчому житті. Результатом став вступ у 2005 р. до Національної Спілки художників України.
За цей період у художниці відбулася трансформація як свідомості так і живописної мови. На зміну спокійного реалістичного напрямку прийшов світський, сучасний, колоритний живопис, який народжується з особливої здатності передачі душевних переживань та емоцій художниці. Краєвиди, міські пейзажі, жанрові композиції, натюрморти, жіночі образи, твори на філософську тематику — такий неповний діапазон художніх уподобань Надії Мартиненко.
Випробовуючи різні сучасні напрямки, художниця зберегла світосприйняття в межах фігуративного мистецтва. На полотнах цілком впізнається відображення «реального світу», але наголос скерований на відчуття кольору і форми. Її живопис відображає асоціативне сприйняття оточуючого світу через спогади і емоції художниці. У стилістичній мові відчутні сліди таких напрямків як імпресіонізм, постімпресіонізм та інші.
Загадкові жіночі образи художниця інтегрує в картинне середовище за допомогою контрастів, світла і тіні, створюючи цікаві, живописні ефекти, а своєрідний філософський зміст художниця вбачає у створенні полотен на релігійну та національну тематику.
Усі полотна Надії привертають увагу своєю фактурністю та жвавою ритмікою кольорів, завдяки динамічному мазку мастихіна. Твори Надії Мартиненко знаходяться в приватних колекціях, музеях України та зарубіжжя.
3 2001 — учасниця обласних, всеукраїнських, персональних та міжнародних виставок.

## Виставки
- 2001 р. — Персональна виставка, Чернігівський літературно-меморіальний музей-заповідник М. М. Коцюбинського, м. Чернігів.
- 2003 р. — Персональна виставка, м. Славутич.
- 2004 р. — Персональна виставка «Все, чим живе душа», Чернігівський обласний художній музей ім. Г. Ґалаґана, м. Чернігів.
- 2005-2006 рр. — міжнародні виставки, присвячені Міжнародному жіночому дню 8 Березня, Стамбул, Туреччина.
- 2006 р. — Персональна ювілейна виставка, м. Чернігів.
- 2006 р. — Персональна виставка, галерея «Грифон», м. Київ.
- 2007 р. — Всеукраїнське Триєнале живопису, м. Київ.
- 2007 р. — Персональна виставка, галерея «Грифон», м. Київ.
- 2013 р. — Персональна виставка «Душа слов'янська», м. Чернігів.
- 2016 р. — Персональна виставка «Жіночі образи в українських традиційних головних уборах», ЧОУНБ ім. В.Г. Короленка, м. Чернігів.
- 2018 р. – Персональна виставка «Етнічні сакраменталії» м. Чернігів. Муз Коцюбинського.
- 2018 р. – Персональна виставка «Образ характер погляд» м. Київ.
- 2019 р. – Персональна виставка «Буття Сакрального» музей Т.Г.Шевченка, м. Київ.
- 2020 р. – Групова виставка «Хаос-Арт», м. Одеса.
- 2021 р. – Персональна виставка «Мій КОВЧЕГ» м. Чернігів.
- 2021 р. – Персональна виставка «Нескінченність буття». м.Бориспіль, «АРТ-Депо».
- 2022 р. – Групова виставка «КОВЧЕГ», м. Київ, галерея «Хлібня», Софія Київська.
- 2022 р.

```
 – Групова виставка «ArtUkraїnа» м. Відень, Австрія;
 – Нагороджена медаллю міністерства культури України «За багаторічну плідну працю в галузі культури»;
 – Лауреат премії ім. М. Коцюбинського (2018 р.).
```

Репродуціювання творів у мистецьких каталогах.
1. Каталоги ЧООНСХУ м. Чернігів.
2. Всеукраїнська осіння художня виставка. Київ, 2005.
3. «Образотворче мистецтво». Київ, 2007, №3
4. Всеукраїнська триєнале живопису, Київ, 2007, 2010, 2013
5. Українське образотворче мистецтво, початок ХХІ ст., Київ, 2010
6. «Музейний провулок», Київ, 2010, №1(15)
7. Всеукраїнська художня виставка до Дня Незалежності України, Київ, 2011
8. Друге триєнале «Український фолькмодерн». Чернівці, 2012
9. Видання «Художники України» №26(106). «Надія Мартиненко»
10. Міжнародна мистецька виставка Львівський Осінній Салон «Високий замок», Львів, 2012
11. Каталог проєкту «КОВЧЕГ» «The Ark КОВЧЕГ»
12. Каталог міжнародної програми «МИСТЕЦЬКИЙ ОЛІМП»
Основні публікації в виданнях:
О. Ламонова. Медитативні прогулянки від Надії Мартиненко. «Наука і суспільство». Київ 2009, №5-6;
Н. Петрусева. Йдуть лугами тумани з Десни… «Музейний провулок». Київ 2010, №1(15);
«Ювіляри України». Події та особистості ХХІ ст. П`ятий випуск. Київ 2011р.;
О. Долганова. Дерево життя Надії Мартиненко. «Шик» Київ 2013, №1
О. Долганова. “Main Stream” №3, 2016р.
Творче кредо: «Життя це шлях до істини через творчість. Її неможливо пояснити логічними категоріями,
вона заявляє про себе у власний спосіб, й лише так».

## ГЕОГРАФІЯ КАРТИН
Роботи знаходяться в музеях України та Канади, а також у приватних колекціях Франції, Німеччини, Голландії,
Чехії, Бразилії, Кореї, Ізраїлю, Росії, України, США. Живе і працює у м. Чернігові.
Сполучені Штати Америки
штат Орегон, м. Бівертон (OR. Oregon, Beaverton)
штат Західна Верджинія, м.Віліг (WV, Wheeling)
штат Меріленд округ. Колумбія (Балтимор) (DE. Maryland, Columbia)
штат Техас м. Остін (Техас, Austin)
штат Техас м. Нью-Браунфелс (TX. Техас, New Braunfels)
штат Теннессі́, м. Кларксвілл (TN. Теннессі, Clarksville)

## Твори
- Осінній букет, 2016 (п., о. 80х70)

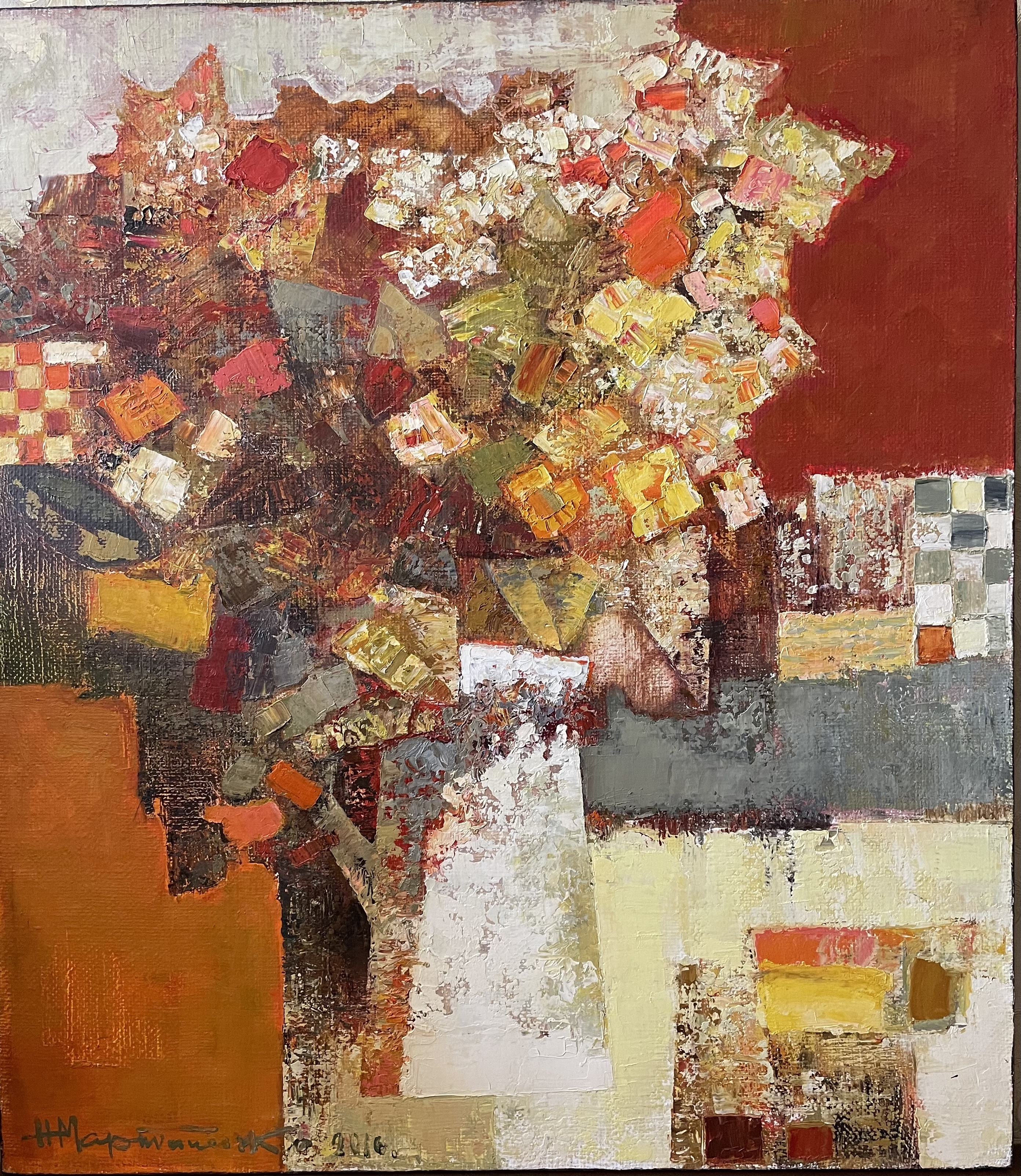